# IQue Player

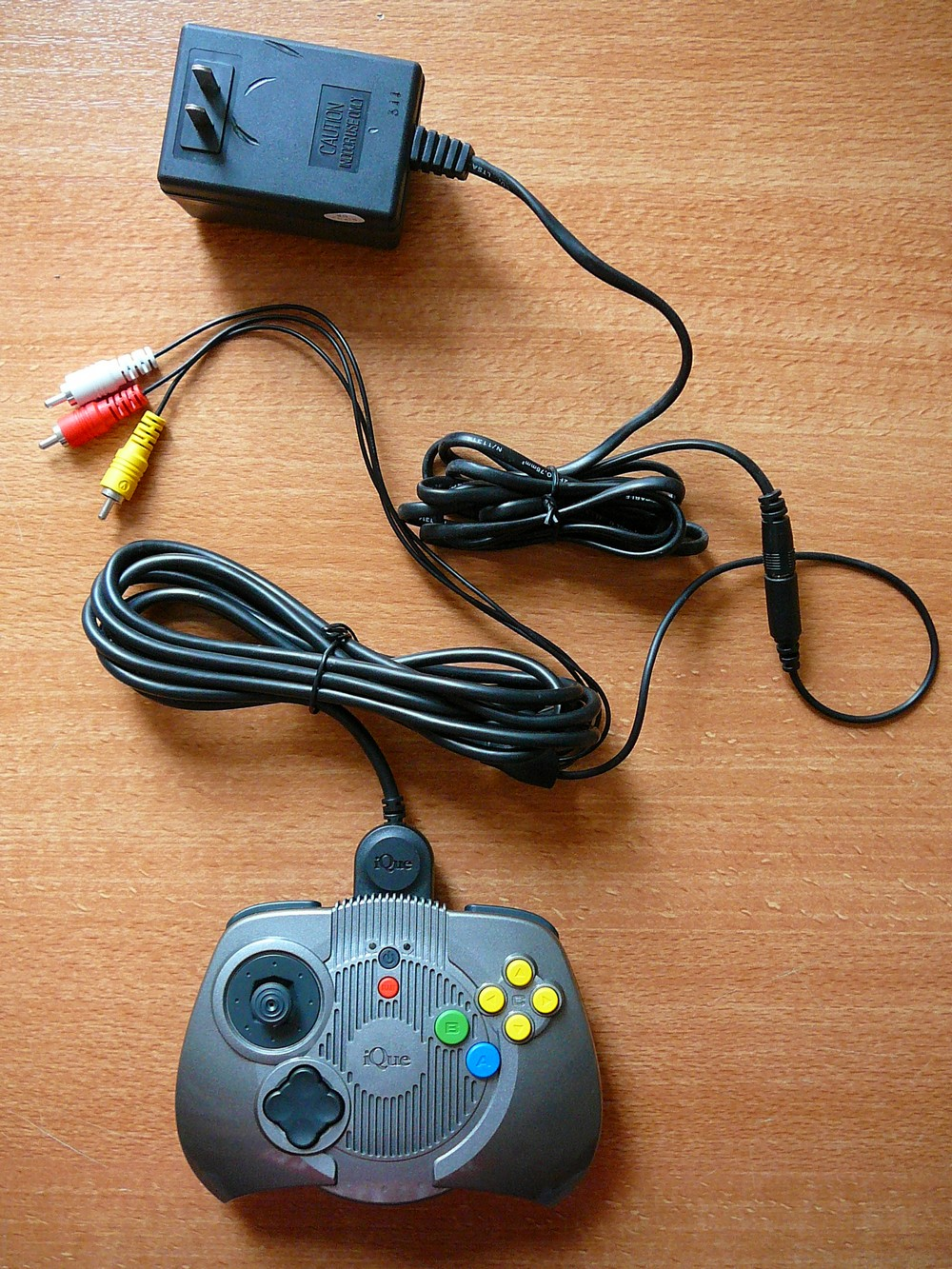
Nintendo iQue

Nintendo iQue of iQue Player is een spelcomputer die werd gemaakt in 2003 door het bedrijf iQue, een joint venture van Nintendo en de Chinees-Amerikaanse wetenschapper Dr. Wei Yen. De console zelf heeft de vorm van een controller en wordt meteen aangesloten op de tv. Het product wordt alleen verkocht in China.
Het werd voor het eerst voorgesteld tijdens de Tokyo Game Show 2003 en werd voor het eerst uitgebracht in China op 17 november 2003. In plaats van meerdere geheugenkaarten met elk één spel, gebruikt dit systeem één geheugenkaart waarop verschillende spellen gedownload kunnen worden. Hierbij wordt onthouden welke spellen reeds zijn aangeschaft, zodat die voortaan gratis op de geheugenkaart gezet kunnen worden. Dit systeem is bedacht om de verkoop van illegaal gekopieerde spellen tegen te gaan. Er zijn geen plannen om het in de rest van de wereld uit te brengen.

## Technische details
- Processor: 64 bit MIPS R-4300, klokfrequentie: 93,75 MHz
- Geheugen: 4 MB RAMBUS
- Grafisch: 100.000 polygonen per seconde, 2,09 miljoen kleuren
- Geluid: ADPCM 64

## Beschikbare spellen
- Animal Crossing
- Custom Robo
- Dr. Mario 64
- Excitebike 64
- F-Zero X
- Mario Kart 64
- Paper Mario
- Sin and Punishment: Successor of the Earth
- Star Fox 64
- Super Mario 64
- Super Smash Bros.
- The Legend of Zelda: Ocarina of Time
- Yoshi's Story
- Wave Race 64